# Zygmunt Krasucki
Zygmunt Jakub Krasucki (ur. 12 maja 1937 w Toruniu, zm. 23 września 2012 w Gdańsku) – profesor nauk ekonomicznych, dziekan Wydziału Ekonomiki Transportu Uniwersytetu Gdańskiego i prorektor tej uczelni.

## Życiorys
We wrześniu 1939 jego rodzina została wygnana z mieszkania w Toruniu. Przygarnięta przez rolników w podtoruńskiej wsi, razem z nimi cierpiała przez całą niemiecką okupację biedę, głód i zimno. Zaraz po zakończeniu wojny powrócili do Torunia, gdzie rozpoczął naukę, zakończoną maturą w 1956 r. Wówczas zdecydował się na studia w Wyższej Szkole Ekonomicznej w Sopocie, na Wydziale Morskim (później Wydział Transportu), które ukończył otrzymując w 1961 roku dyplom magistra ekonomii. Po kilkunastotygodniowej pracy w Zarządzie Portu w Gdańsku, 1 stycznia 1962 został asystentem stażystą w Katedrze Ekonomiki Transportu na Wydziale Morskim WSE w Sopocie. Doktorat obronił w 1967, kolokwium habilitacyjne odbyło się w 1976 a tytuł profesora nauk ekonomicznych wręczył mu prezydent Aleksander Kwaśniewski w 1996.
W Katedrze Ekonomiki Transportu Wyższej Szkoły Ekonomicznej w Sopocie pracował do powołania w 1970 Uniwersytetu Gdańskiego, kiedy cały Wydział Ekonomiki Transportu stał się wydziałem uniwersyteckim. W czasie pracy pełnił dwukrotnie funkcję dziekana Wydziału Ekonomiki Transportu UG (później Ekonomicznego) w kadencjach: 1978-1981 i 1984-1987. Także dwukrotnie był prorektorem Uniwersytetu Gdańskiego: ds. studenckich w latach 1981-1984 przerwanej w związku z wprowadzeniem stanu wojennego, oraz w latach 1987-1990 ds.nauczania.
Ważnym etapem w jego działalności naukowo-organizacyjnej stała się Gdańska Fundacja Kształcenia Menedżerów, powołana w 1990 w celu kształcenia kadr kierowniczych. Pełnił w niej przez ponad 20 lat - z wyboru - funkcję Przewodniczącego Rady tej Fundacji. W tym okresie, współpracował z Uniwersytetem Strathclyde w Glasgow i z Rotterdam School of Management funkcjonującej w strukturze Uniwersytetu Erazma z Rotterdamu w Rotterdamie.  
W kształceniu młodzieży uczestniczył także prowadząc wykłady i seminaria jako profesor zwyczajny w innych ośrodkach naukowo-dydaktycznych w kraju, najpierw w Wyższej Szkole Ekonomiczno-Informatycznej w Warszawie w latach 1999 do 2007, a potem w Wyższej Szkole Bankowej w Gdańsku do września 2012.  
Od 1951 należał do Związku Młodzieży Polskiej, a od 1963 do Polskiej Zjednoczonej Partii Robotniczej. Pełnił funkcję I sekretarza OOP przy Wydziale Ekonomiki Transportu UG, członka egzekutywy OOP Pracowników WSE w Sopocie, a od 1979 do 1981 był członkiem Komitetu Uczelnianego PZPR na UG.

## Zainteresowania naukowe
W miarę upływu czasu zainteresowania naukowo-badawcze coraz bardziej koncentrowały się wokół dwóch istotnych problemów, odzwierciedlających ważne i aktualne dziedziny współczesnej myśli ekonomicznej.
Pierwszy nurt badań stanowiła problematyka rozwoju gospodarczego. Tym co zwróciło jego uwagę na te zagadnienia były oddziaływania oraz wynikające stąd wzajemne relacje między rozwojem gospodarczym a transportem. Chodziło więc o bliższe określenie miejsca oraz roli transportu w procesie gospodarczego rozwoju konkretnego kraju czy obszaru. Badania w tym zakresie przeprowadzone w oparciu o rzeczywistość gospodarczą krajów słabiej rozwiniętych Ameryki Łacińskiej, Azji Południowej i Południowo-Wschodniej oraz Afryki spowodowały, iż na plan pierwszy wysunęły się zagadnienia dotyczące teoretycznych podstaw procesu gospodarczego rozwoju. Ta problematyka zaczęła dominować w publikowanych pracach - książkach, monografiach i czasopismach. Innym efektem przesuwania się zainteresowań w kierunku teorii rozwoju było podjęcie w rozważaniach zagadnień leżących w sferze metodologii nauk ekonomicznych.
Drugi nurt badań to zagadnienia ekonomiki transportu, w tym zwłaszcza transportu międzynarodowego. Obok badań  podstawowych odnoszących się do teoretycznych podstaw ekonomiki transportu, przedmiotem jego zainteresowań było rozpoznawanie zmian zachodzących w sferze ekonomicznej transportu dokonujących się współcześnie. To z tych względów poświęcił wiele uwagi badaniom nad przyczynami oraz przebiegiem procesu prywatyzacji w transporcie na świecie, w tym zwłaszcza w transporcie kolejowym. Uogólniając można powiedzieć, iż zainteresowania badawcze w tym nurcie obejmują szeroko rozumianą ekonomiczną problematykę przeobrażeń i zmian zachodzących w transporcie, rozpatrywaną przede wszystkim głównie z punktu widzenia użytkownika - konsumenta usług transportowych i spedycyjnych.

## Publikacje
Był autorem kilkunastu pozycji książkowych, kilkudziesięciu artykułów, esejów i rozpraw, m.in.: 
- Współczesne teorie rozwoju krajów gospodarczo słabiej rozwiniętych, Wydawnictwo Uniwersytetu Gdańskiego, Gdańsk 1996
- Konteneryzacja w transporcie międzynarodowym (współautor), Państwowe Wydawnictwo Naukowe, Warszawa 1985
- Transport w rozwoju krajów gospodarczo słabiej rozwiniętych, Wydawnictwo Uczelniane Uniwersytetu Gdańskiego, Gdańsk 1976

## Odznaczenia
Za ziałalność naukową, organizacyjną i społeczną był wielokrotnie nagradzany i wyróżniany medalami honorowymi, odznaczeniami państwowymi, regionalnym i resortowymi, a w tym: 
- Krzyż Kawalerski Orderu Odrodzenia Polski (1998)
- Honorowa Odznaka Zasłużony Ziemi Gdańskiej (1990)
- Medal 50-lecia Netherland Economic Institute (1979)
- Medal Komisji Edukacji Narodowej (1988)